# Gemeinderatswahl in St. Pölten 1996
Die Gemeinderatswahl 1996 fand am 13. Oktober 1996 statt und war die elfte Gemeinderatswahl in St. Pölten nach Kriegsende. Trotz starker Verluste konnte die Sozialdemokratische Partei Österreichs erneut die meisten Stimmen auf sich vereinen und die absolute Mehrheit verteidigen. 

## Ausgangslage
Bei der Wahl vom 6. Oktober 1991 konnte die SPÖ die meisten Stimmen auf sich vereinen und mit Verlusten im Vergleich zu dem Rekordergebnis von 1986 die absolute Mehrheit verteidigen. Während ÖVP und KPÖ stark verloren, konnte die FPÖ ihre Stimmanteile mehr als verdreifachen. Die zum ersten Mal angetretenen Grünen konnten mit zwei Mandaten in den Gemeinderat einziehen.

### Wahlwerbende Parteien und Wahlverlauf
Bei den Wahlen traten die vier im Gemeinderat vertretenen Parteien sowie die Kommunistische Partei Österreichs (KPÖ) und erstmals das Liberale Forum (LIF) an. Die Sozialdemokratische Partei Österreichs (SPÖ) trat mit Willi Gruber als Spitzenkandidat an, die Österreichische Volkspartei (ÖVP) schickte Alfred Brader ins Rennen. Spitzenkandidat der Freiheitlichen Partei Österreichs (FPÖ) war Franz Miksch, Die Grünen – Die Grüne Alternative (GRÜNE) wurden von Silvia Buschenreiter angeführt. Das LIF trat mit Niki Schwab an.
Im Wahlverlauf verweigerte Willi Gruber die Teilnahme an einer Elefantenrunde im ORF. Seine Begründung, Helmut Kohl sei auch nicht zu einem Fernsehduell angetreten, erzeugte bundesweites Medieninteresse.

## Wahlergebnis
Bei der Wahl vom 13. Oktober 1996 konnte die SPÖ trotz starker Verluste erneut die meisten Stimmen auf sich vereinen und die absolute Mehrheit verteidigen. Während auch die ÖVP starke Verluste hinnehmen musste und KPÖ und GRÜNE leicht verloren, gewann die FPÖ stark. Das LIF konnte beim ersten Antritt in den Gemeinderat einziehen.
|                    | Ergebnisse 1996 | Ergebnisse 1996 | Ergebnisse 1996 | Ergebnisse 1991  | Ergebnisse 1991  | Ergebnisse 1991  | Differenzen      | Differenzen      | Differenzen      |
| ------------------ | --------------- | --------------- | --------------- | ---------------- | ---------------- | ---------------- | ---------------- | ---------------- | ---------------- |
| Stimmen            | %               | Mand.           | Stimmen         | %                | Mand.            | Stimmen          | %                | Mand.            |                  |
| Wahlberechtigte    | 40.110          |                 |                 | 39.988           |                  |                  | + 122            |                  |                  |
| Abgegebene Stimmen | 30.799          | 76,8 %          |                 | 30.273           | 75,7 %           |                  | + 526            | + 1,1 %          |                  |
| ungültige Stimmen  | 700             | 2,3 %           |                 | 1.243            | 4,1 %            |                  | - 543            | - 1,8 %          |                  |
| gültige Stimmen    | 30.099          | 97,7 %          |                 | 29.030           | 95,9 %           |                  | + 1.069          | + 1,8 %          |                  |
| Partei             |                 |                 |                 |                  |                  |                  |                  |                  |                  |
| SPÖ                | 16.988          | 56,4 %          | 25              | 17.515           | 60,3 %           | 26               | - 527            | - 3,9 %          | - 1              |
| ÖVP                | 6.385           | 21,2 %          | 9               | 6.959            | 24,0 %           | 10               | - 574            | - 2,8 %          | - 1              |
| FPÖ                | 3.766           | 12,5 %          | 5               | 2.615            | 9,0 %            | 4                | + 1.151          | + 3,5 %          | + 1              |
| GRÜNE              | 1.548           | 5,1 %           | 2               | 1.683            | 5,8 %            | 2                | - 135            | - 0,7 %          | ± 0              |
| LIF                | 1.093           | 3,6 %           | 1               | nicht kandidiert | nicht kandidiert | nicht kandidiert | nicht kandidiert | nicht kandidiert | nicht kandidiert |
| KPÖ                | 319             | 1,1 %           | 0               | 258              | 0,9 %            | 0                | + 61             | + 0,2 %          | ± 0              |
| Gesamt             | 30.099          | 100,0 %         | 42              | 29.030           | 100,0 %          | 42               | + 1.069          | ± 0              | ± 0              |

## Auswirkungen
Bei der konstituierenden Gemeinderatssitzung wurde Gruber erneut zum Bürgermeister gewählt, Vizebürgermeister wurden Amand Kysela (SPÖ) und Alfred Brader (ÖVP).
Kurz nach der Wahl focht die FPÖ die Wahl beim Verfassungsgerichtshof wegen Unregelmäßigkeiten bei der Stimmenauszählung und Verletzung der Wahlaufsichtspflicht durch den Wahlvorsitzenden Willi Gruber an. Er hatte die Wahlaufsicht bei der Vorzugsstimmenauszähung teilweise delegiert. Das Gericht folgte der Argumentation der FPÖ und ließ die Wahl in 17 von 88 Sprengeln am 31. August 1997 wiederholen, in Summe waren 9316 Personen erneut wahlberechtigt.